# Bittanakurke, Madhugiri
Bittanakurke là một làng thuộc tehsil Madhugiri, huyện Tumkur, bang Karnataka, Ấn Độ.